# 五育
五育全稱五種教學，在不同地区有不同的含义。
在港澳台一般指「德智體群美」的五個學習目標。五育融通的精義為師資培育應兼具通識與特識的知能，才能夠全面系體會及實踐教師職前培育課程之任教學科專門課程，及教育專業課程之根本。以德育為本源可據以整全人道；以智育為經緯可循以建構人文；以體育為命脈可憑以充實人生；以群育為體用可藉以合諧人際；以美育為表裡可資以豐富人存。
在中国大陆一般指「德智体美劳」五个方面，其中“劳”指的是劳动技术教育，“五育并举”是由邓小平提出的。
在日本，特别是在明治时代的躾（行为规范教育）与幼儿教育中所提到的教育理念中，是指德、食、体、智、才。石塚左玄在其著作中提到：“体育、智育、才育即是食育。”其中德育指道德教育，食育指饮食教育，体育指体育教育，知育指知识教育，才育指才能教育。

## 德育
教育的核心本質之一，也是德智體群美五育不可或缺的環節。當代德育目標是兼具培養好人、好公民以及好人才的多重目的。

## 智育
所要培養的也就是運用論證能力提出證據導向的論述說服別人，以批判思考能力理性分析所發生的現象；利用探究的精神，提出解決問題的策略。

## 體育
著重於以身體活動經驗為主的教育，其深層價值在於做為五育均衡發展的基石，在於彰顯尊重運動的權利，在於落實社會道德的精神、在於人格品性的形塑、人文素質的涵養以及社群服務的學習，透過遊戲、動作、以及運動的情境，讓學習者體現其德行、智能、群性、和美感上的學習與發展。

## 群育
使人們能夠透過生活的體驗，建立健康、積極的人生價值觀，明白人際與自然關係及處事之道，進而積極參與社會事務，服務社會，達到立己立人的理想。

## 美育
有關於美感認知與情意養成的教育。換言之，它是一門有關於製作、感受與瞭解藝術及其有關事物的教與學，同時也是一門經由藝術發現世界與自我的學科。

## 例子

### 中國大陸
- 山西省太原市五育中学

### 台灣
- 南投縣私立五育高級中學
- 國立新竹高級中學

### 香港
- 五育中學，校訓︰立己達人
- 陳樹渠紀念中學，校訓︰德智體群美
- 真道小學和真道中學，校歌︰立德 啟智 育靈 展體美群

## 五育的起源
蔡元培於1912年初在出任第一任教育总长时提出的五育是指：军国主义教育、实利主义教育、公民道德教育、世界观教育及美感教育的五大政治思想。

## 相關条目
- 蔡元培
- 全面发展的教育
- 三好學生